# 谢镇 (杜省)
谢村（法語：Chay，法語發音：[ʃaj]）是法国杜省的一个市镇，属于贝桑松区。

## 地理
谢村（47°2'5"N, 5°51'39"E）面积6.54 平方千米，位于法国勃艮第-弗朗什-孔泰大區杜省，该省份为法国东部内陆省份，北起上索恩省，西接汝拉省，东部及东南部与瑞士接壤，东北部与贝尔福地区省接壤。
与谢村接壤的市镇（或旧市镇、城区）包括：布雷尔、卢河畔雷恩、帕鲁瓦。
谢村的时区为UTC+01:00、UTC+02:00（夏令时）。

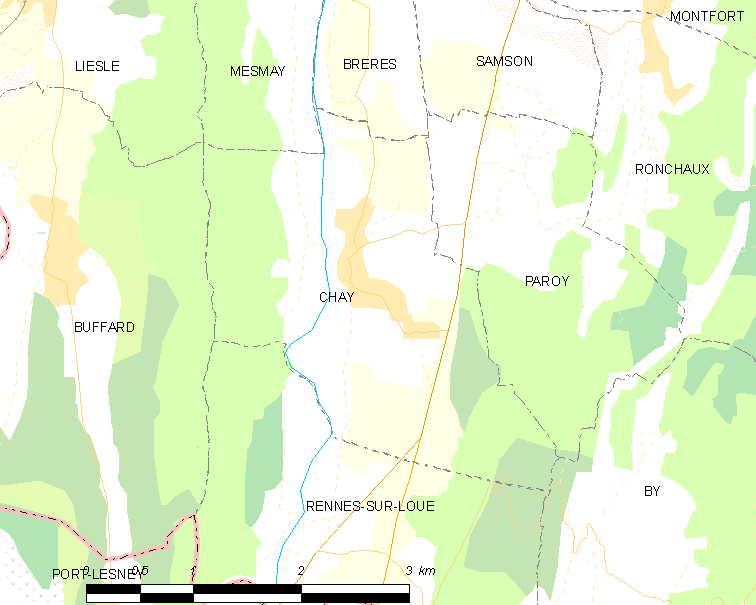
谢村的OSM定位图

## 行政
谢村的邮政编码为25440，INSEE市镇编码为25143。

## 政治
谢村所属的省级选区为圣维特县。

## 人口

1962-2008年间谢村人口变化图示

谢村于2022年1月1日时的人口数量为197人。